# Cocohana
『Cocohana』（ココハナ）は、集英社が発行する大人の女性を対象読者とする日本のヤング・レディース誌。月刊。発売日は前々月28日（日曜日の場合はその前日）。キャッチコピーは「ココロに花を」。

## 概要
前身は1994年創刊（『ザ・マーガレット』増刊としての発刊は1992年）の『コーラス』で、2011年11・12月合併号の別冊付録『Cocohana』0号（創刊準備号）を経て2012年1月号（2011年11月28日発売）より現在の雑誌名へ改題・新装刊した。雑誌コードは『コーラス』のものを継承しているが、通巻号数については『コーラス』時代の巻号をリセットして2012年1月号を「1巻1号」としている。
2015年の元『Cocohana』編集者 (当時マーガレットの編集長) へのインタビューによれば、Cocohanaの読者層は30代のため、Cocohanaでは「人生に寄り添うような」話を担当作家にお願いしていたと述べている。

## 沿革
- 1992年 - ザ・マーガレット特別編集2月増刊『コーラス』として創刊。
- 1993年 - 4月増刊、10月増刊を発行。
- 1994年 - 5月28日、月刊誌として新創刊（7月号）。キャッチコピーは「少女まんがもオトナになる」。大人の女性が少女だった頃の人気漫画家（代表は一条ゆかり、くらもちふさこ、槇村さとる）の作品を掲載し、読者・作者共に年齢に合った作品を読め、描ける雑誌を目指す[2]。
- 2002年 - 2月にリニューアル（4月号）。執筆陣を変え、冊子がより薄くなる。新しくマスコットのおんぷちゃんが登場。
- 2005年 - 11月、『ヤングユー』の休刊に伴いリニューアル（2006年1月号）。『ヤングユー』の連載作品の一部が引き継がれ、執筆陣が変わる。
- 2011年 - 9月28日に発売された11・12月合併号が『コーラス』としての最終号となり、11月28日発売の2012年1月号より雑誌名を『Cocohana』へ改題・新装刊。
- 2013年 - 11月28日に発売された2014年1月号が、ふろく付き通常版とふろく無し縮小版の2種類の形態で発売される。違いはふろくの有無のみで、縮小版が100円安い[3]。

## 主な掲載作品

### 連載中の作品
2025年9月号現在。
- あだち「まだ真剣に生きてないだけ。〜30代女漫画家の独り立ち日記〜」
- いくえみ綾 「1日2回」
- ウオズミアミ「冷たくて 柔らか」
- おかくーこ 「おつかれミッドナイト」
- オノヤマコズエ 「星とみちくさ」
- 楠本まき「ロンドンから5時間以内」
- くらもちふさこ 「とことこクエスト」
- 坂井恵理「燕は戻ってこない」（原作：桐野夏生）
- 佐藤ざくり「焼肉の女 綾門寺赤奈」※短期連載[4]→連載[5]
- 里村 「岬くんの不器用な溺愛」
- 高梨みつば 「乙女椿は笑わない」
- 谷川史子 「はじめてのひと」※隔月連載→毎月連載[6]
- 中野コトハ「となりの君は、愛ばっか考えてる」
- 葉月めぐみ「マリリンは、いなくなった」
- 榛野なな恵 「Papa told me」
- ヒガアロハ 「しろくまカフェ today's secial」※『月刊フラワーズ』（小学館）連載「しろくまカフェ」の続編
- 東村アキコ 「美食探偵 明智五郎」※読切『美食探偵』を連載化、休載中 / 「銀太郎さんお頼み申す」
- 槇村さとる 「ダンシング・ゼネレーションsenior」
- 松岡とも子 「失敗飯」
- 美森青 「抱きしめて ついでにキスも」
- 桃缶「花見小路北日記」
- 森本梢子 「じゃのめのめ」※休載中 / 「たまのこしいれ 〜アシガール シーズン2〜」
- 山形あおな「包帯ごっこ」←『ザ マーガレット』から移籍[7]
- 吉住渉 「キャラメル シナモン ポップコーン」
- よしながふみ 「Talent―タレント―」

### 連載が終了した作品

#### 作者名あ行
- 朝倉世界一 「そよそよ。」「俺輪 おれりん」「アトランティス会館」
- 芦原妃名子 「Bread & Butter」
- 香魚子「エンドロール」
- 有田直央 「キャラメルタイム」「きみは毛布にくるまって」
- 安理由香「ワークラブアンバランス」
- いくえみ綾 「ケチャップマヨネーズ」 「G線上のあなたと私」
- 石井まゆみ 「ロッカーのハナコさん」「キャリア こぎつね きんのまち」
- 磯谷友紀 「ぼくの夜に星の出る」※不定期連載
- 板羽皆 「サムライカアサン」「サムライカアサンプラス」「トギー博士と夢みるトン子とノンちゃん」「サムライカアサンNEO」
- 一条ゆかり 「正しい恋愛のススメ」「恋のめまい愛の傷」「天使のツラノカワ」「有閑倶楽部」「プライド」
- 伊藤理佐 「ヒゲぴよ」
- ウオズミアミ 「三日月とネコ」
- 内田春菊 「南くんは恋人」
- 羽海野チカ 「ハチミツとクローバー」
- 逢坂みえこ 「たまちゃんハウス」
- 小沢真理 「ニコニコ日記」「花物語」（原作：吉屋信子 ）
- オノヤマコズエ「恋をふたさじ」

#### 作者名か行
- 勝田文 「ちくたくぼんぼん」「マリーマリーマリー」
- かねこゆかり「ジカジョの惑星」
- かねもりあやみ 「梢の森」
- 川端志季 「僕のオリオン」
- 北沢バンビ 「永田町ワールドフェイマス」
- KUJIRA 「よっつの季節」
- 楠本まき 「赤白つるばみ」「赤白つるばみ・裏」
- くらもちふさこ 「花に染む」「百年の恋も覚めてしまう」「天然コケッコー」「α」「駅から5分」「asエリス」
- 現代洋子 「ともだちなんにんなくすかな♪」「お迎えまで8時間」
- こう森 「きみのすきなひと」「焦がれあい」
- 小夏 「完全ニャる飼育」「十羽子さんの背中は広い」
- コナリミサト 「ピンクビールアワー」
- 五郎丸えみ 「あぐりとたね」

#### 作者名さ行
- 佐野未央子 「君のいない楽園」「鬼宿の庭」「チマちゃんの和簞笥」
- 式田奈央 「トゥルーラブ・ノット」
- シタラマサコ 「婚活大陸」
- 下吉田本郷 「万福児」

#### 作者名た行
- 高梨みつば 「スミカスミレ」
- たかはしみき 「うち旅」※イラストコラム
- 田島みみ 「東南角部屋」「わたしの上司」「嫁にしたい男」「今夜、小説家先生とナイショで」
- 谷川史子 「他人暮らし」
- ダビ・ナタナエル 「ボクは東京でリアル」
- 田村由美 「イロメン〜十人十色〜」
- 稚野鳥子 「クローバー」「クローバー trèfle（トレフル）」「家族スイッチ」
- 筒井旭 「チョコレイト ジャンキー」「にもかかわらず」 「Jumping」※前後編『Jumping』を連載化
- 釣巻和 「あづさゆみ」
- てらいまき 「京都おとめがたり」※イラストコラム

#### 作者名な行
- 永田正実 「甘いのはお好き?」※隔月連載
- 中原アヤ 「おとななじみ」「狼に鈴」
- なかむらるみ 「持ちモノ観察帖」※エッセイ
- 中村みも 「丸ノ内さんっていう人は。」※不定期連載
- 西村しのぶ 「砂とアイリス」

#### 作者名は行
- 萩尾望都 「王妃マルゴ」
- 羽柴麻央 「花と天秤」
- ひうらさとる 「もしも神様」
- 東村アキコ 「ママはテンパリスト」「かくかくしかじか」「ハイパーミディ 中島ハルコ」
- 聖千秋 「正義の味方」「四百四病の外（しひゃくしびょうのほか）」
- 藤村真理 「きょうは会社休みます。」

#### 作者名ま行
- 槇村さとる 「イマジン」「YES!」「モーメント 永遠の一瞬」
- 松田奈緒子 「レタスバーガープリーズ. OK, OK!」
- 水城せとな 「脳内ポイズンベリー」
- 蜜野まこと 「デジログ恋愛生活」「お迎え渋谷くん」
- 美森青 「彼と恋なんて」
- 宮川匡代 「ヘヴンリー・キス」
- 宮脇明子 「流れ庭師 仁和左衛門」
- 森下えみこ 「森下えみこの女子力アップけものみち」
- 森本梢子 「アシガール」
- もんでんあきこ 「太陽と雪のかけら」「竜の結晶」「アイスエイジ」「アイスエイジ2」

#### 作者名や行
- 八神星子「熟×彼」
- 山川あいじ 「2.43 清陰高校男子バレー部」
- 山口いづみ 「思い出のとき修理します」※不定期連載、「はらぺこフルコース〜最高の晩餐〜」※短期集中連載[5]
- ヤマシタトモコ 「裸で外には出られない」※不定期連載、「くうのむところにたべるとこ」
- 吉住渉 「ママレード・ボーイ little」
- よしながふみ「環と周」
- よしまさこ 「うてなの結婚」「一丁目の楽園」

#### 作者名ら行
なし

#### 作者名わ行
- 和田尚子 「チ・カ・ラ」

## 映像化作品

### アニメ化
| 作品                 | 放送年          | アニメーション制作 | 備考                      |
| -------------------- | --------------- | ------------------ | ------------------------- |
| まっすぐにいこう。   | 2003年（第1期） | ゆめ太カンパニー   |                           |
| まっすぐにいこう。   | 2004年（第2期） | ゆめ太カンパニー   |                           |
| ハチミツとクローバー | 2006年（第2期） | J.C.STAFF          | 第1期放送時の掲載誌は他誌 |
| ヒゲぴよ             | 2009年 - 2010年 | キネマシトラス     |                           |

### 実写化
| 作品                   | 放送年               | 制作                           | 備考                                                |
| ---------------------- | -------------------- | ------------------------------ | --------------------------------------------------- |
| 運命の恋人             | 1997年               | テレビ朝日                     |                                                     |
| イマジン               | 2000年               | G・カンパニー、KTV             |                                                     |
| 恋のめまい愛の傷       | 2001年（台湾ドラマ） | N/A                            | タイトルは「烈愛傷痕」                              |
| ロッカーのハナコさん   | 2002年（第1期）      | NHK                            |                                                     |
| ロッカーのハナコさん   | 2003年（第2期）      | NHK                            | タイトルは「帰ってきたロッカーのハナコさん」        |
| 太陽と雪のかけら       | 2002年               | TBS、共同テレビ                |                                                     |
| ニコニコ日記           | 2003年               | NHK                            |                                                     |
| 正しい恋愛のススメ     | 2005年               | TBS、Joker                     |                                                     |
| 有閑倶楽部             | 2007年               | ケイファクトリー（協力）       |                                                     |
| ハチミツとクローバー   | 2008年（国内ドラマ） | フジテレビドラマ制作センター   |                                                     |
| ハチミツとクローバー   | 2008年（台湾ドラマ） | N/A                            | タイトルは「蜂蜜幸運草」                            |
| 正義の味方             | 2008年               | 日本テレビ                     |                                                     |
| 少女漫画               | 2009年               | NHK                            | タイトルは「派遣のオスカル 〜少女漫画に愛をこめて」 |
| きょうは会社休みます。 | 2014年               | オフィスクレッシェンド（協力） |                                                     |
| スミカスミレ           | 2016年               | テレビ朝日、MMJ                | タイトルは「スミカスミレ 45歳若返った女」           |
| アシガール             | 2017年               | NHKエンタープライズ            |                                                     |
| アシガール             | 2018年（特別編）     | NHKエンタープライズ            | タイトルは「アシガールSP〜超時空ラブコメ再び〜」    |
| G線上のあなたと私      | 2019年               | TBSスパークル、TBS             |                                                     |
| 美食探偵 明智五郎      | 2020年               | AX-ON                          | スピンオフWebショートドラマあり                     |
| サムライカアサン       | 2021年               | 日本テレビ、ジェイ・ストーム   |                                                     |
| お迎え渋谷くん         | 2024年               | 共同テレビ（協力）             |                                                     |

| 作品                 | 公開年 | 配給                               | 備考                                         |
| -------------------- | ------ | ---------------------------------- | -------------------------------------------- |
| ハチミツとクローバー | 2006年 | アスミック・エース                 |                                              |
| 天然コケッコー       | 2007年 | アスミック・エース                 |                                              |
| プライド             | 2009年 | ヘキサゴン・ピクチャーズ、シナジー |                                              |
| クローバー           | 2014年 | 東宝                               |                                              |
| 脳内ポイズンベリー   | 2015年 | 東宝                               |                                              |
| トラさん             | 2019年 | ショウゲート                       | タイトルは「トラさん〜僕が猫になったワケ〜」 |
| おとななじみ         | 2023年 | 東映                               |                                              |
| 三日月とネコ         | 2024年 | ギグリーボックス                   |                                              |
| かくかくしかじか     | 2025年 | ワーナー・ブラザース映画           |                                              |

## 増刊
別冊コーラス
季刊。
ティアラ
『コーラス』『YOU』『ヤングユー』『COBALT』の共同編集だが、『コーラス』の増刊。1996年創刊。同じく集英社の『月刊ティアラ』とは異なる雑誌である。

## コーラス・コミック・アワード
コーラス・コミック・アワードは、『コーラス』が行う漫画新人賞。プロ・アマは問わず、他誌で描いている漫画家でも応募が可能である。

## 発行部数
- 2003年9月1日 - 2004年8月31日、151,250部[8]
- 2004年9月 - 2005年8月、145,833部[8]
- 2005年9月1日 - 2006年8月31日、164,583部[8]
- 2006年9月1日 - 2007年8月31日、162,916部[8]
- 2007年10月1日 - 2008年9月30日、160,417部[8]
- 2008年10月1日 - 2009年9月30日、150,417部[8]
- 2009年10月1日 - 2010年9月30日、136,250部[8]
- 2011年10月1日 - 2012年9月30日、98,364部[9]
- 2012年10月1日 - 2013年9月30日、78,834部[9]
- 2013年10月1日 - 2014年9月30日、76,917部[9]
- 2014年10月1日 - 2015年9月30日、76,000部[9]
- 2015年10月1日 - 2016年9月30日、67,333部[9]
- 2016年10月1日 - 2017年9月30日、60,833部[9]
- 2017年10月1日 - 2018年9月30日、55,000部[9]
- 2018年10月1日 - 2019年9月30日、53,483部[9]
- 2019年10月1日 - 2020年9月30日、49,708部[9]
- 2020年10月1日 - 2021年9月30日、44,792部[9]
- 2021年10月1日 - 2022年9月30日、36,417部[9]
- 2022年10月1日 - 2023年9月30日、29,833部[9]
- 2023年10月1日 - 2024年9月30日、28,000部[9]